# Philipp Osthus
Philipp Osthus (* 11. September 1975 in Stade) ist ein deutscher Regisseur und Drehbuchautor.

## Biographie
Nach dem Zivildienst besuchte er die hanseatische Akademie für audiovisuelle Medien. 1998 begann er ein Studium an der Hochschule für bildende Künste Hamburg, 2003 erhielt er das Diplom (visuelle Kommunikation), theoretische Arbeit – Schauspielregie in Film und Fernsehen.
2004 war er Regie-Student an der Hamburg Media School. In der Zeit bis zu seinem Diplom 2006 entstanden die Kurzfilme Heul doch und Homerun („beste Regie“ beim Int. College Peace Film Festival Seoul, Korea). Sein Regie-Studium beschloss Philipp Osthus im November 2006 mit dem Diplom und dem Abschlussfilm Der Mungo.
Osthus ist Mitglied im Bundesverband Regie (BVR).

## Filmografie (Auswahl)
- 2005: Homerun (Kurzfilm)
- 2007: Der Mungo (Kurzfilm)
- 2009: 112 – Sie retten dein Leben (Fernsehserie, 5 Folgen)
- 2010: Gonger 2 – Das Böse kehrt zurück  (Fernsehfilm)
- 2011: Heiter bis tödlich: Nordisch herb (Fernsehserie, 4 Folgen)
- 2008–2013: Großstadtrevier (Fernsehserie, 11 Folgen)
- 2014: Heldt (Fernsehserie, 4 Folgen)
- 2013–2014: SOKO 5113/SOKO München (Fernsehserie, 10 Folgen)
- 2014–2015: Kripo Holstein – Mord und Meer (Fernsehserie, 5 Folgen)
- 2016–2019: Hubert und Staller (Fernsehserie, 16 Folgen)
- 2017–2019: Familie Dr. Kleist (Fernsehserie, 12 Folgen)
- 2019–2020: Käthe und ich
  - 2019: Dornröschen
  - 2019: Das Findelkind
  - 2020: Zurück ins Leben
  - 2020: Papakind
- 2021: Nord bei Nordwest – Im Namen des Vaters
- ab 2022: Wilsberg (Fernsehreihe)
  - 2022:  Gene lügen nicht
  - 2022:  Schmeckt nach Mord
  - 2023:  Wut und Totschlag
  - 2024:  Ein Detektiv und Gentleman
  - 2024:  Blut geleckt
  - 2025:  Über dem Gesetz
- 2023: Das Traumschiff: Walvis Bay

## Auszeichnungen
- 2006: Shocking Shorts Award: Nominierung für Der Mungo
- 2007: Studio Hamburg Nachwuchspreis mit Der Mungo
- 2007: Shocking Shorts nominiert mit Der Mungo
- 2007: International Budapest Short Film Festival: 'Busho Award' für Der Mungo
- International Student Film Festival Peking: 'Audience Award' für Der Mungo
- International Student Film Festival Seoul: 'Beste Regie' für HOME RUN